# Eupithecia ericeata
Eupithecia ericeata är en fjärilsart som beskrevs av Jules Pièrre Rambur 1833. Eupithecia ericeata ingår i släktet Eupithecia och familjen mätare. Inga underarter finns listade i Catalogue of Life.